# Hans-Jürgen Ende
Hans-Jürgen Ende (* 19. Februar 1962 in Zerbst/Anhalt) ist ein ehemaliger deutscher Leichtathlet, der für die DDR antrat und insbesondere im 400-Meter-Hürdenlauf erfolgreich war.

## Sportliche Karriere
Hans-Jürgen Ende startete für den SC Magdeburg. Er gewann den Titel im 400-Meter-Hürdenlauf bei den DDR-Meisterschaften 1985 und 1989. 1987, 1988 und 1990 war er jeweils Zweiter. Seine Bestzeit von 50,22 Sekunden lief er am 4. Oktober 1985 beim Weltcup in Canberra.
Ende erkämpfte die Bronzemedaille bei den Junioreneuropameisterschaften 1981 in Utrecht. Von 1982 bis 1990 trat er bei 13 Wettkämpfen im Nationaltrikot der DDR an.